# Златибор (Чајетина)
Златибор је градско насеље у Србији у општини Чајетина у Златиборском округу. Према попису из 2022. има 3.702 становника (према попису из 2011. било је 2.821 становника).

## Промене назива насеља Златибор
- Кулашевац — до 1893. године
- Краљева Вода — од 1893. до 1946. године
- Партизанске Воде — од 1946. до 1991. године
- Златибор — од 1991. године

## Историја
До краја 19. вијека, ово тада још мало село звало се Кулашевац, по извору и потоку у свом центру. Од грађевина, овде се налазио само дрвени чардак Јована Мићића. Златиборски сердар, а изгледа и кнез Милош, овде су летовали са породицама.
Краљ Александар Обреновић је 1893. године боравио на Кулашевцу и обећао Петру Мићићу, тадашњем председнику општине, да ће Златибор постати туристички крај. Краљ је на Преображење Господње те године подигао чесму (Краљева чесма) на извору Кулашевца и од тада се ово мјесто зове Краљева Вода. Септембра 1905. године, Краљеву Воду је посетио и краљ Петар I Карађорђевић са престолонаследником Александром. Од тада се развија брже туризам на Златибору и на Краљевој Води. Хотел Краљева Вода и једна вила завршени 1910. године, први су објекти који су почели да примају госте. Краљева Вода је 1927. године модерним путем повезана са Ужицем. Подигнут је нови хотел Швајцарија и бесплатно се дијеле љетњиковци. Дом за смјештај и опоравак инвалида изграђен је 1931. године. Исте године, Краљева Вода је добила и водовод.
Послије Другог свјетског рата, у спомен стријељаним партизанским рањеницима новембра и децембра 1941. године, Краљева Вода добија назив Партизанске Воде. Седамдесетих година 20. вијека се развија, што није престала ни до данас. Крајем 20. вијека, назив Партизанске Воде промијењен је у Златибор, па често долази до мијешања имена мјеста и планине, посебно међу туристима.
Растући и ширећи се, Златибор се повезао са Палисадом, који је некада био одвојено мјесто. На Палисаду се такође развијао туризам. Плацеви за градњу викендица дијељени су бесплатно, а у већини случајева, власници су били Београђани.
Овде се налазе ОШ „Димитрије Туцовић” ИО Златибор, железничка станица Златибор, црква Светог Преображења Господњег, вила „Јеље”, вила „Блед”, вила Ђура Борошића, вила Радомира Милаћевића-Милаћа, вила Александра Павловића, вила Јанчића.

## Градске четврти
Градске четврти Златибора су:
- Обудојевица, такође и Обадовица и Обудовица, градска је четврт Златибора. Некада су ту били пространи пашњаци, а данас солитери и хотели. Цијела ова област добила је име по потоку који је туда текао, а данас чини дио канализације Златибора. Обудојевица је популарна због својих скијашких стаза.

## Демографија
У насељу Златибор живи 1834 пунолетна становника, а просечна старост становништва износи 37,0 година (36,3 код мушкараца и 37,7 код жена). У насељу има 811 домаћинстава, а просечан број чланова по домаћинству је 2,89.
Ово насеље је великим делом насељено Србима (према попису из 2002. године), а у последња три пописа, примећен је пораст у броју становника. Златибор је од свих златиборских насеља забиљежио највећи пораст становништва у посљедњих десет година. 1991. године.
|             | \| Демографија[2] \| Демографија[2] \| Демографија[2] \| \| Година \| Становника \| Становника \| \| -------------- \| -------------- \| -------------- \| \| 1948. \| 115 \| \| \| 1953. \| 362 \| \| \| 1961. \| 357 \| \| \| 1971. \| 834 \| \| \| 1981. \| 1.237 \| \| \| 1991. \| 1.684 \| 1.668 \| \| 2002. \| 2.344 \| 2.385 \| \| 2011. \| 2.821 \| \| \| 2022. \| 3.702 \| \| |            |
| Демографија | |            |
| Година      | Становника | Становника |
| 1948.       | 115 |            |
| 1953.       | 362 |            |
| 1961.       | 357 |            |
| 1971.       | 834 |            |
| 1981.       | 1.237 |            |
| 1991.       | 1.684 | 1.668      |
| 2002.       | 2.344 | 2.385      |
| 2011.       | 2.821 |            |
| 2022.       | 3.702 |            |

| Етнички састав према попису из 2002.‍ | Етнички састав према попису из 2002.‍ | Етнички састав према попису из 2002.‍ | Етнички састав према попису из 2002.‍ | Етнички састав према попису из 2002.‍ |
| ------------------------------------ | ------------------------------------ | ------------------------------------ | ------------------------------------ | ------------------------------------ |
|                                      |                                      |                                      |                                      |                                      |
| Срби                                 | Срби                                 |                                      | 2.296                                | 97,95%                               |
| Црногорци                            | Црногорци                            |                                      | 13                                   | 0,55%                                |
| Муслимани                            | Муслимани                            |                                      | 6                                    | 0,25%                                |
| Горанци                              | Горанци                              |                                      | 5                                    | 0,21%                                |
| Хрвати                               | Хрвати                               |                                      | 4                                    | 0,17%                                |
| Мађари                               | Мађари                               |                                      | 2                                    | 0,08%                                |
| Румуни                               | Румуни                               |                                      | 1                                    | 0,04%                                |
| Македонци                            | Македонци                            |                                      | 1                                    | 0,04%                                |
| непознато                            | непознато                            |                                      | 12                                   | 0,51%                                |

| Година пописа     | 1948. | 1953. | 1961. | 1971. | 1981. | 1991. | 2002. |
| ----------------- | ----- | ----- | ----- | ----- | ----- | ----- | ----- |
| Број домаћинстава | 55    | 152   | 162   | 285   | 416   | 540   | 811   |

| Број чланова      | 1   | 2   | 3   | 4   | 5  | 6  | 7 | 8 | 9 | 10 и више | Просек |
| ----------------- | --- | --- | --- | --- | -- | -- | - | - | - | --------- | ------ |
| Број домаћинстава | 173 | 181 | 130 | 253 | 46 | 20 | 7 | 1 | 0 | 0         | 2,89   |

| Пол    | Укупно | Неожењен/Неудата | Ожењен/Удата | Удовац/Удовица | Разведен/Разведена | Непознато |
| ------ | ------ | ---------------- | ------------ | -------------- | ------------------ | --------- |
| Мушки  | 949    | 284              | 609          | 27             | 26                 | 3         |
| Женски | 984    | 225              | 601          | 106            | 52                 | 0         |
| УКУПНО | 1.933  | 509              | 1.210        | 133            | 78                 | 3         |

| Пол    | Укупно                    | Пољопривреда, лов и шумарство | Рибарство                            | Вађење руде и камена | Прерађивачка индустрија       |
| ------ | ------------------------- | ----------------------------- | ------------------------------------ | -------------------- | ----------------------------- |
| Мушки  | 514                       | 37                            | 0                                    | 3                    | 63                            |
| Женски | 495                       | 19                            | 0                                    | 0                    | 27                            |
| УКУПНО | 1.009                     | 56                            | 0                                    | 3                    | 90                            |
| Пол    | Производња и снабдевање   | Грађевинарство                | Трговина                             | Хотели и ресторани   | Саобраћај, складиштење и везе |
| Мушки  | 29                        | 27                            | 48                                   | 148                  | 28                            |
| Женски | 8                         | 11                            | 73                                   | 189                  | 10                            |
| УКУПНО | 37                        | 38                            | 121                                  | 337                  | 38                            |
| Пол    | Финансијско посредовање   | Некретнине                    | Државна управа и одбрана             | Образовање           | Здравствени и социјални рад   |
| Мушки  | 3                         | 11                            | 43                                   | 4                    | 40                            |
| Женски | 11                        | 5                             | 19                                   | 14                   | 92                            |
| УКУПНО | 14                        | 16                            | 62                                   | 18                   | 132                           |
| Пол    | Остале услужне активности | Приватна домаћинства          | Екстериторијалне организације и тела | Непознато            | Непознато                     |
| Мушки  | 19                        | 0                             | 0                                    | 11                   | 11                            |
| Женски | 12                        | 0                             | 0                                    | 5                    | 5                             |
| УКУПНО | 31                        | 0                             | 0                                    | 16                   | 16                            |

## Галерија
- Језеро у центру Златибора
- Краљева чесма на извору Кулашевац
- Панорама Златибора
- Зими језеро увијек заледи
- Зима на Златибору
- Парк Језеро поред Златиборског језера
- „Златиборски брзи воз”